# AVX
Advanced Vector Extensions (AVX) — расширение системы команд x86 для микропроцессоров Intel и AMD, предложенное Intel в марте 2008.
AVX предоставляет различные улучшения, новые инструкции и новую схему кодирования машинных кодов.

## Улучшения
- Новая схема кодирования инструкций VEX
- Ширина векторных регистров SIMD увеличивается с 128 (XMM) до 256 бит (регистры YMM0 — YMM15). Существующие 128-битные SSE-инструкции будут использовать младшую половину новых YMM-регистров, не изменяя старшую часть. Для работы с YMM-регистрами добавлены новые 256-битные AVX-инструкции. В будущем возможно расширение векторных регистров SIMD до 512 или 1024 бит. Например, процессоры с архитектурой Xeon Phi уже в 2012 году имели векторные регистры (ZMM) шириной в 512 бит[2], и используют для работы с ними SIMD-команды с MVEX- и VEX-префиксами, но при этом они не поддерживают AVX. [источник не указан 3491 день]
- Неразрушающие операции. Набор AVX-инструкций использует трёхоперандный синтаксис. Например, вместо {\displaystyle a=a+b} можно использовать {\displaystyle c=a+b}, при этом регистр {\displaystyle a} остаётся неизменённым. В случаях, когда значение {\displaystyle a} используется дальше в вычислениях, это повышает производительность, так как избавляет от необходимости сохранять перед вычислением и восстанавливать после вычисления регистр, содержавший {\displaystyle a}, из другого регистра или памяти.
- Для большинства новых инструкций отсутствуют требования к выравниванию операндов в памяти. Однако рекомендуется следить за выравниванием на размер операнда во избежание значительного снижения производительности.[3]
- Набор инструкций AVX содержит в себе аналоги 128-битных SSE-инструкций для вещественных чисел. При этом, в отличие от оригиналов, сохранение 128-битного результата будет обнулять старшую половину YMM-регистра. 128-битные AVX-инструкции сохраняют прочие преимущества AVX, такие как новая схема кодирования, трехоперандный синтаксис и невыровненный доступ к памяти.
- Intel рекомендует отказаться от старых SSE-инструкций в пользу новых 128-битных AVX-инструкций, даже если достаточно двух операндов.[4].

## Новая схема кодирования
Новая схема кодирования инструкций VEX использует VEX-префикс. В настоящий момент существуют два VEX-префикса, длиной 2 и 3 байта. Для 2-байтного VEX-префикса первый байт равен 0xC5, для 3-байтного — 0xC4.
В 64-битном режиме первый байт VEX-префикса уникален. В 32-битном режиме возникает конфликт с инструкциями LES и LDS, который разрешается старшим битом второго байта, он имеет значение только в 64-битном режиме, через неподдерживаемые формы инструкций LES и LDS.
Длина существующих AVX-инструкций, вместе с VEX-префиксом, не превышает 11 байт. В следующих версиях ожидается появление более длинных инструкций.

## Новые инструкции
| Инструкция                                 | Описание |
| ------------------------------------------ | --- |
| VBROADCASTSS, VBROADCASTSD, VBROADCASTF128 | Копирует 32-, 64- или 128-битный операнд из памяти во все элементы векторного регистра XMM или YMM. |
| VINSERTF128                                | Замещает младшую или старшую половину 256-битного регистра YMM значением 128-битного операнда. Другая часть регистра-получателя не изменяется. |
| VEXTRACTF128                               | Извлекает младшую или старшую половину 256-битного регистра YMM и копирует в 128-битный операнд-назначение. |
| VMASKMOVPS, VMASKMOVPD                     | Условно считывает любое количество элементов из векторного операнда из памяти в регистр-получатель, оставляя остальные элементы несчитанными и обнуляя соответствующие им элементы регистра-получателя. Также может условно записывать любое количество элементов из векторного регистра в векторный операнд в памяти, оставляя остальные элементы операнда памяти неизменёнными. |
| VPERMILPS, VPERMILPD                       | Переставляет 32- или 64-битные элементы вектора согласно операнду-селектору (из памяти или из регистра). |
| VPERM2F128                                 | Переставляет 4 128-битных элемента двух 256-битных регистров в 256-битный операнд-назначение с использованием непосредственной константы (imm) в качестве селектора. |
| VZEROALL                                   | Обнуляет все YMM-регистры и помечает их как неиспользуемые. Используется при переключении между 128-битным режимом и 256-битным. |
| VZEROUPPER                                 | Обнуляет старшие половины всех регистров YMM. Используется при переключении между 128-битным режимом и 256-битным. |

Также в спецификации AVX описана группа инструкций PCLMUL (Parallel Carry-Less Multiplication, Parallel CLMUL)
- PCLMULLQLQDQ xmmreg, xmmrm [rm: 66 0f 3a 44 /r 00]
- PCLMULHQLQDQ xmmreg, xmmrm [rm: 66 0f 3a 44 /r 01]
- PCLMULLQHQDQ xmmreg, xmmrm [rm: 66 0f 3a 44 /r 02]
- PCLMULHQHQDQ xmmreg, xmmrm [rm: 66 0f 3a 44 /r 03]
- PCLMULQDQ xmmreg, xmmrm, imm [rmi: 66 0f 3a 44 /r ib]

## Применение
Подходит для интенсивных вычислений с плавающей точкой в мультимедиа-программах и научных задачах.
Там, где возможна более высокая степень параллелизма, увеличивает производительность с вещественными числами.

## Поддержка
- Math Kernel Library[5]

### Поддержка в операционных системах
Использование YMM-регистров требует поддержки со стороны операционной системы. Следующие системы поддерживают регистры YMM:
- Linux: с версии ядра 2.6.30,[6] released on June 9, 2009.[7]
- Windows 7: поддержка добавлена в Service Pack 1[8]
- Windows Server 2008 R2: поддержка добавлена в Service Pack 1[8]

## Микропроцессоры с AVX
- Intel:
  - Процессоры с микроархитектурой Sandy Bridge, 2011.[9]
  - Процессоры с микроархитектурой Ivy Bridge, 2012.
  - Процессоры с микроархитектурой Haswell, 2013.
  - Процессоры с микроархитектурой Broadwell, 2015.
  - Процессоры с микроархитектурой Skylake, 2015.
  - Процессоры с микроархитектурой Kaby Lake, 2017.
  - Процессоры с микроархитектурой Coffee Lake, 2017.
- AMD:
  - Процессоры с микроархитектурой Bulldozer, 2011.[10]
  - Процессоры с микроархитектурой Piledriver, 2012.
  - Процессоры с микроархитектурой Steamroller, 2014.
  - Процессоры с микроархитектурой Excavator, 2015.
  - Процессоры с микроархитектурой Zen, 2017.
  - Процессоры с микроархитектурой Zen 2, 2019.
  - Процессоры с микроархитектурой Zen 3, 2020.
  - Процессоры с микроархитектурой Zen 4, 2022.

Совместимость между реализациями Intel и AMD обсуждается в этой статье.

## Микропроцессоры с AVX2
- Intel Haswell[11]
- Intel Broadwell
- Intel Skylake
- Intel Kaby Lake
- Intel Coffee Lake
- Intel Comet Lake
- Intel Rocket Lake
- Intel Alder Lake
- AMD Excavator
- AMD Zen (AMD Ryzen)
- AMD Zen 2 (AMD Ryzen)
- AMD Zen 3 (AMD Ryzen)

## AVX-512
AVX-512 расширяет систему команд AVX до векторов длиной 512 бит при помощи кодировки с префиксом EVEX. Расширение AVX-512 вводит 32 векторных регистра (ZMM), каждый по 512 бит, 8 регистров масок, 512-разрядные упакованные форматы для целых и дробных чисел и операции над ними, тонкое управление режимами округления (позволяет переопределить глобальные настройки), операции broadcast (рассылка информации из одного элемента регистра в другие), подавление ошибок в операциях с дробными числами, операции gather/scatter (сборка и рассылка элементов векторного регистра в/из нескольких адресов памяти), быстрые математические операции, компактное кодирование больших смещений. AVX-512 предлагает совместимость с AVX, в том смысле, что программа может использовать инструкции как AVX, так и AVX-512 без снижения производительности. Регистры AVX (YMM0-YMM15) отображаются на младшие части регистров AVX-512 (ZMM0-ZMM15), по аналогии с SSE и AVX регистрами.
Используeтся в Intel Xeon Phi (ранее Intel MIC) Knights Landing (версия AVX3.1), Intel Skylake-X, Intel Ice Lake, Intel Tiger Lake, Intel Rocket Lake. Также поддержка AVX-512 имеется в производительных ядрах Golden Cove процессоров Intel Alder Lake, однако энергоэффективные ядра Gracemont её лишены. По состоянию на декабрь 2021 г. поддержка AVX-512 для потребительских процессоров Alder Lake официально не заявляется.

## Будущие расширения
Схема кодирования инструкций VEX легко допускает дальнейшее расширение набора инструкций AVX. В следующей версии, AVX2, добавлены инструкции для работы с целыми числами, FMA3 (увеличил производительность при обработке чисел с плавающей запятой в 2 раза), загрузку распределенного в памяти вектора (gather) и прочее.
Различные планируемые дополнения системы команд x86:
- AES
- CLMUL
- Intel/AMD FMA3
- AMD FMA4
- AMD XOP
- AMD CVT16

В серверных процессорах поколения Broadwell добавлены расширения AVX 3.1, а в серверных процессорах поколения Skylake — AVX 3.2.